# پروازلوی

پرواز لوی

پرواز لوی که نام آن از نام ریاضیدان فرانسوی پل لوی گرفته شده است، گام تصادفی است که در آن طول گام‌ها دارای توزیعی دم سنگین (Heavy-tailed distribution) می‌باشد
اصطلاح "پرواز لوی" اولین بار توسط بنوآ مندلبرو بکار برده شد. او از این اصطلاح برای تعریفی خاص از توزیع اندازه پله‌ها استفاده نمود. او همچنین از اصطلاح پرواز کوشی پرواز برای فرایندی که در آن توزیع اندازه پله‌ها   توزیع کوشی دارد و از اصطلاح پرواز ریلی  برای زمانی که توزیع یک توزیع نرمال (که توزیع دم سنگین در فضای پیوسته نیست) استفاده نمود.
بعد از آن محققان استفاده از اصطلاح "پرواز لوی" بطوری گسترش دادند تا شامل مواردی که گام‌های تصادفی طول می کشد در یک شبکه گسسته و نه در یک فضای پیوسته اتفاق می‌افتد را توصیف کنند.
یک پرواز لوی پرواز فرایندی از گام‌های تصادفی است که در آن مراحل تعریف شده در شرایط طول-گام که برخی از احتمال توزیع با جهت مراحل همسانگرد بودن و تصادفی است.

## کاربردها
تعریف لوی پرواز ناشی از ریاضیات مربوط به تئوری هرج و مرج و در اندازه‌گیری‌های آماری، در  شبیه سازی فرایندهای تصادفی مفید است در تصادفی اندازه گیری و شبیه سازی به صورت تصادفی یا شبه تصادفی پدیده های طبیعی است. نمونه شامل زلزله تجزیه و تحلیل داده ها ریاضیات مالیبا رمزنگاریسیگنال, تجزیه و تحلیل, و همچنین بسیاری از برنامه های کاربردی در ستاره شناسیهای زیست شناسیو فیزیک.